# Medakeripura, Jagalur
Medakeripura là một làng thuộc tehsil Jagalur, huyện Davanagere, bang Karnataka, Ấn Độ.